# Parkbahn (Bremen)
| Streckenlänge: | 3,1 km     |                           |                           |
| Stromsystem: | 550 Volt = |                           |                           |
| |            |                           |                           |
| \| \| 0,0 \| Bischofstor \| Bischofstor \| \| \| 0,2 \| Rembertikirchhof \| Rembertikirchhof \| \| \| 0,4 \| An der Weide \| An der Weide \| \| \| 0,5 \| Bahnunterführung \| Bahnunterführung \| \| \| 0,6 \| Ausweiche Hohenlohestraße \| Ausweiche Hohenlohestraße \| \| \| 1,0 \| Hollerallee \| Hollerallee \| \| \| 1,6 \| Franziusstraße \| Franziusstraße \| \| \| 2,1 \| Schwachhauser Ring \| Schwachhauser Ring \| \| \| 3,1 \| Busestraße \| Busestraße \| |            |                           |                           |
| U-Bahn-Kopfbahnhof Streckenanfang (Strecke außer Betrieb) | 0,0        | Bischofstor               | Bischofstor               |
| U-Bahn-Haltepunkt / Haltestelle (Strecke außer Betrieb) | 0,2        | Rembertikirchhof          | Rembertikirchhof          |
| U-Bahn-Haltepunkt / Haltestelle (Strecke außer Betrieb) | 0,4        | An der Weide              | An der Weide              |
| U-Bahn-Kreuzung mit Eisenbahn geradeaus unten (Strecke geradeaus außer Betrieb) | 0,5        | Bahnunterführung          | Bahnunterführung          |
| U-Bahn-Dienststation / Betriebs- oder Güterbahnhof (Strecke außer Betrieb) | 0,6        | Ausweiche Hohenlohestraße | Ausweiche Hohenlohestraße |
| U-Bahn-Haltepunkt / Haltestelle (Strecke außer Betrieb) | 1,0        | Hollerallee               | Hollerallee               |
| U-Bahn-Bahnhof (Strecke außer Betrieb) | 1,6        | Franziusstraße            | Franziusstraße            |
| U-Bahn-Haltepunkt / Haltestelle (Strecke außer Betrieb) | 2,1        | Schwachhauser Ring        | Schwachhauser Ring        |
| U-Bahn-Kopfbahnhof Streckenende (Strecke außer Betrieb) | 3,1        | Busestraße                | Busestraße                |

Die Parkbahn ist ein ehemaliger deutscher Oberleitungsbus-Betrieb – damals noch Gleislose Bahn genannt – in Bremen. Die Anlage wurde am 17. September 1910 eröffnet und musste aufgrund mangelnder Wirtschaftlichkeit bereits am 31. Dezember 1911 wieder eingestellt werden. Wegen einer parallel geführten Linie der Straßenbahn Bremen blieben die Fahrgastzahlen stets hinter den Erwartungen zurück. Betrieben wurde die Bahn von der Parkbahn GmbH.

## Streckenbeschreibung
Die 3,1 Kilometer lange Strecke verlief auf der Rembertistraße und der Parkallee vom Bischofstor am Rande der Bremer Innenstadt bis zum nördlichsten Punkt des Bürgerparks im wenige Jahre zuvor eingemeindeten Stadtteil Schwachhausen. Hier befand sich auch das Depot der Bahn und eine Wartehalle für die Fahrgäste. Die zugelassene Höchstgeschwindigkeit der Bahn lag bei 20 km/h, was bei einer Reisezeit von zwölf Minuten für die gesamte Strecke zu einer Reisegeschwindigkeit von 15,5 km/h führte.
Die Betriebsspannung betrug 550 Volt Gleichstrom. Der Strom wurde von der Bremer Straßenbahn bezogen. Die Strecke war nur mit einem Oberleitungspaar ausgerüstet, so dass bei sich begegnenden Fahrzeugen die Stromabnehmer getauscht werden mussten. Die Parkbahn kreuzte unterwegs die zweigleisige und elektrifizierte Straßenbahn-Strecke der Ringlinie (Linie 1). Beide Verkehrsmittel mussten diesen Abschnitt stromlos durchfahren.
Erbaut wurde die Parkbahn von der ortsansässigen Gleislose Lloydbahnen Köhlers Bahnpatente GmbH, der Betrieb erfolgte somit nach dem seltenen System Lloyd-Köhler. Bei diesem waren die beiden Drähte übereinander angeordnet (statt nebeneinander wie bei fast allen anderen Obus-Anlagen). Insgesamt existierten nur fünf Anlagen nach diesem System. Neben der hier behandelten Strecke waren dies die benachbarte Bremen-Arster Bahn, die Ludwigsburger Oberleitungs-Bahnen, die Gleislose Lloyd-Bahn Brockau sowie der Betrieb im englischen Stockport.

## Fahrzeuge
Zum Einsatz kamen insgesamt vier Fahrzeuge, davon drei für den Regelbetrieb und ein Reservefahrzeug. Sie waren 6,50 Meter lang, 3,20 Meter hoch und 2,10 Meter breit. Der Achsstand betrug vier Meter und das Wagengewicht 3,2 Tonnen. Die Wagen boten jeweils Platz für 20 sitzende Personen, Stehplätze wurden nicht angeboten.

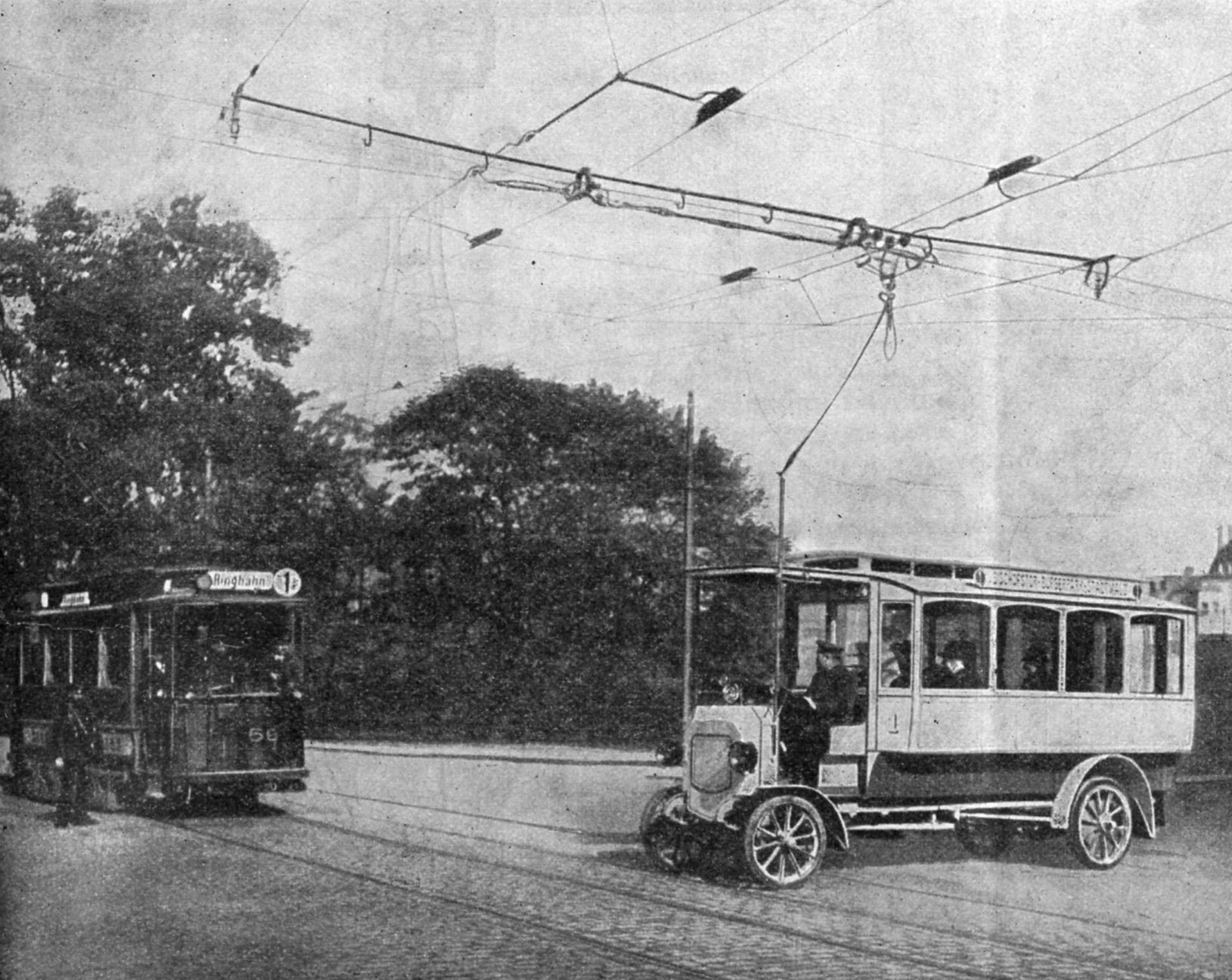
Kreuzung der Parkbahn mit der Ringbahn
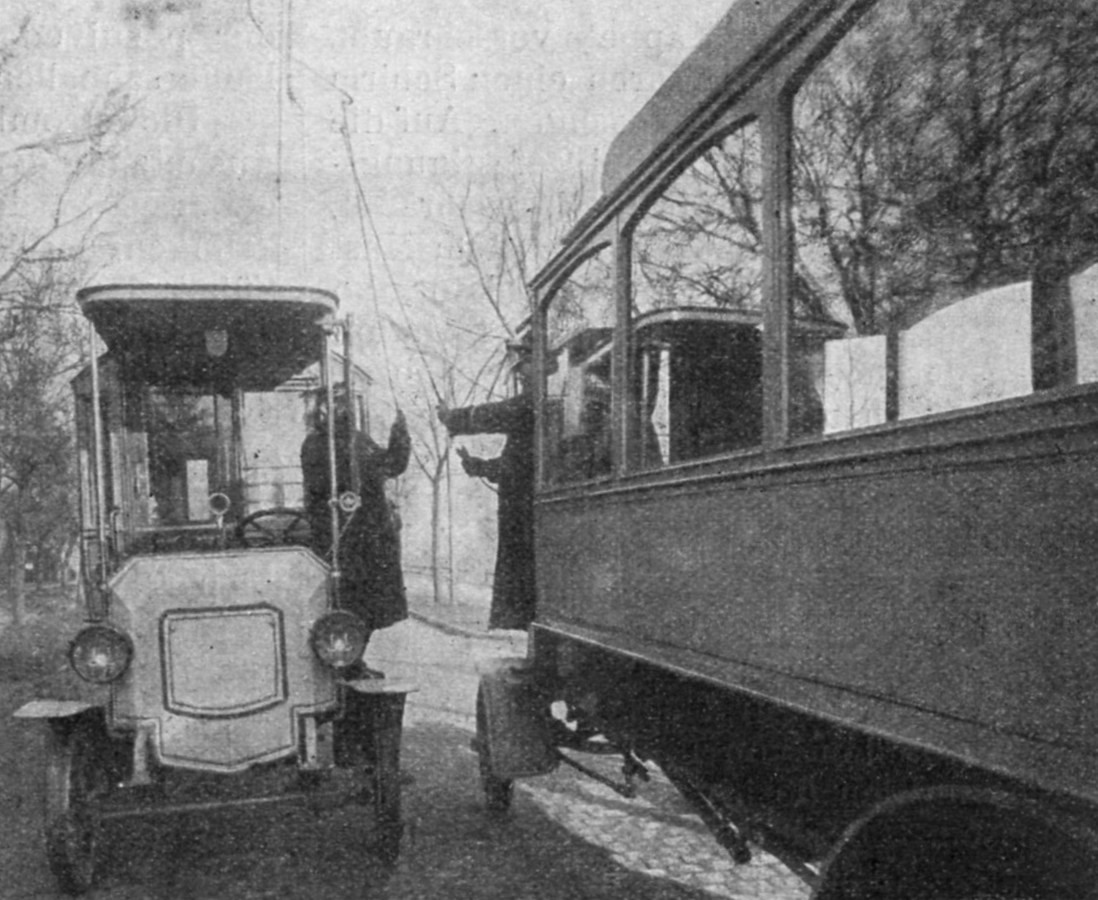
Stromabnehmertausch bei der Begegnung
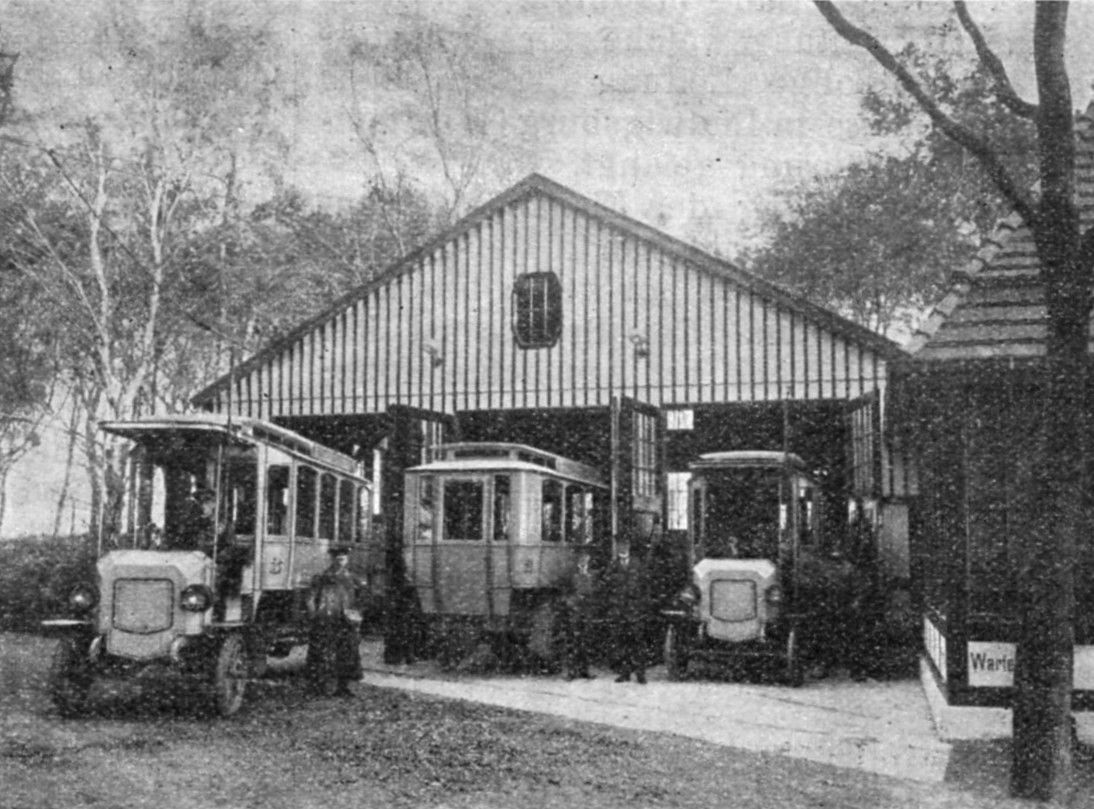
Das Depot der Parkbahn in Schwachhausen, rechts im Bild die Wartehalle